# Kyselina tereftalová
Kyselina tereftalová, též 1,4-benzendikarboxylová kyselina nebo para-ftalová kyselina (C6H4(COOH)2) je jedním ze tří izomerů označovaných jako kyselina ftalová.

## Vlastnosti
Vzhledem je to bílá krystalická až práškovitá látka, která je téměř nerozpustná ve vodě, ethanolu a diethyletheru. Velmi snadno sublimuje.

## Výroba
V laboratořích se může kyselina tereftalová získávat oxidací paradiderivatů benzenu či oxidací kmínového oleje kyselinou chromovou.
Průmyslově se však získává, podobně jako kyselina benzoová, oxidací p-xylenu vzdušným kyslíkem. Tento děj probíhá v rozpouštědle, kterým je kyselina octová, za přítomnosti katalyzátorů. Vyrábí se také alternativním způsobem, Henkelovým procesem, během kterého dochází k úpravě složení molekuly kyseliny ftalové tak, že vznikne kyselina tereftalová za přítomnosti draselných solí.

## Použití
Kyselina tereftalová má mimořádný význam pro výrobu syntetických vláken, především polyesteru, který se poté používá např. na výrobu PET lahví apod.